# Lésigny (Seine-et-Marne)
Lésigny is een gemeente in het Franse departement Seine-et-Marne (regio Île-de-France) en telt 7647 inwoners (1999). De plaats maakt deel uit van het arrondissement Melun.

## Geografie
De oppervlakte van Lésigny bedraagt 10,1 km², de bevolkingsdichtheid is 757,1 inwoners per km².
De onderstaande kaart toont de ligging van Lésigny (Seine-et-Marne) met de belangrijkste infrastructuur en aangrenzende gemeenten.

## Demografie
Onderstaande figuur toont het verloop van het inwonertal (bron: INSEE-tellingen).